# الحبيب الثابت (فلم)
الحبيب الثابت (بالإسبانية: La Amada inmóvil) (بالإنجليزية: The Immovable Loved One) هو فلم أرجنتيني لسنة 1945 كتب السيناريو واخرجها المخرج لويس بايون هيرارا ، نجوم الفلم هم سانتياغو كوميز كو وإيفون باستين.

## الممثلون
- غلوريا بيرنال
- هوميرو كاربينا
- ليا كازانوفا
- داريو كوسير
- الفونسو فيراري اموريس
- سانتياغو كوميز كو
- ايزابيل براداس

## روابط خارجية
- مقالات تستعمل روابط فنية بلا صلة مع ويكي بيانات